# Закон історичної (соціально-екологічної) незворотності
Закон історичної (соціально-екологічної) незворотності полягає у незворотності розвитку суспільно-економічної формацій, які закономірно взаємодіють з природним середовищем. Закон сформулював М. Ф. Реймерс.
Процес розвитку  людства як цілого не може йти від більш пізніх фаз до початкових, тобто суспільно-економічні формації, які певним чином взаємодіють з  природним середовищем і  природними ресурсами, не можуть змінюватися в зворотному порядку. Окремі елементи соціальних відносин (наприклад, рабство, відроджене в найжахливіших формах у період сталінізму) в історії повторювалися, можливе повторення і укладу господарювання (наприклад, повернення від осілого до кочового господарства), але загальний процес односпрямований, як необоротна і еволюція. Інше уявлення здається абсолютно нелогічним: змінюється природне середовище, змінюється людство, і прийняття концепції оборотності було б згодою з тим, що в одну й ту ж річку можна увійти двічі, та ще й не постарішавши ні на мить.

## Ресурси Інтернету
- Основы экологии. Правила и законы [Архівовано 13 січня 2014 у Wayback Machine.](рос.)
- Закони соціальної екології(рос.)